# La Granada
La Granada es un municipio español de la provincia de Barcelona, en la comunidad autónoma de Cataluña. Perteneciente a la comarca del Alto Panadés, cuenta con una población de 2263 habitantes (INE 2024).

## Historia
Durante la época romana, La Granada se desarrolló como lugar de confluencia de importantes vías de comunicaciones y centro de comercio con el mercado más antiguo de la comarca del Panadés, situación que se afianzó en la época medieval de la Reconquista. Por la localidad pasaban la vía Augusta romana, la vía Mercadera, del interior hacia Barcelona, y la vía Francisca, desde el sur. Esta posición estuvo defendida por un castillo, mencionado en las crónicas desde el siglo X, y que resultó destruido en 1003 durante la expedición de Abd al-Malk Yusuf, aunque reedificado de nuevo en pocos años. En el 1148 el obispo de Barcelona y el conde de Barcelona decidieron por motivos políticos el traslado del mercado a Villafranca del Panadés. La crónica de la visita pastoral del obispo de Barcelona Ponç de Gualba, en 1303, nos dice que en La Granada había dos iglesias, la parroquial y la del castillo, de la cual se conserva únicamente el pórtico, que sería reconstruida en el siglo XVI, aprovechando materiales del derruido castillo y las facilidades otorgadas por los reyes Felipe IV y Felipe V. Con motivo de la celebración del milenario, fue renovada totalmente. Destacan los relieves en yeso, coloreado, de los techos de todas las capillas. Está dedicada a San Cristóbal. 
Durante la guerra de los Segadores, en 1642 las tropas del mariscal La Mothe derrotaron a las castellanas del marqués de Povar. El castillo fue derruido finalmente por orden de Felipe V durante la guerra de sucesión española. Se conservan en el casco antiguo los restos del castillo que preservan el estilo medieval con los portales de entrada al recinto amurallados. Cabe destacar el conjunto de casas de la calle Poeta Cabanyes y la Casa del Castià (siglos XV-XVI).

## Demografía
La Granada cuenta con una población de 2263 habitantes (INE 2024).
| Gráfica de evolución demográfica de La Granada entre 1842 y 2021                                                      |
| |
| Población de derecho según los censos de población del INE. Población de hecho según los censos de población del INE. |

## Cultura
Destaca la fiesta mayor de la localidad, dedicada al patrón San Cristóbal, la segunda semana de julio. En octubre, la Fiesta Mayor Pequeña o de Minerva, conocida como Fiesta del Mosto, el segundo fin de semana, coincidiendo con la fiesta mayor de los diables, con la subida de un burro al campanario.

## Administración y política
| Periodo   | Nombre                                                                    | Partido     |
| --------- | ------------------------------------------------------------------------- | ----------- |
| 1979-1983 | Joan Domènech Ferrer                                                      | Independent |
| 1983-1987 | Joan Domènech Ferrer                                                      | Independent |
| 1987-1991 | Joan Domènech Ferrer                                                      | PSC         |
| 1991-1995 | Xavier Milà Barnés                                                        | CiU         |
| 1995-1999 | Xavier Milà Barnés                                                        | CiU         |
| 1999-2003 | Diego Díez de los Ríos Sánchez                                            | EPM         |
| 2003-2007 | Diego Díez de los Ríos Sánchez                                            | EPM         |
| 2007-2011 | Joan Cols Canals (2007-2009 y 2010-2011) y Joan Iniesta Zarza (2009-2010) | CiU y PSC   |
| 2011-2015 | Joan Cols Canals (2011-2013 y 2014-2015) y Joan Iniesta Zarza (2013-2014) | CiU y PSC   |
| 2015-2019 | Diego Díez de los Ríos Sánchez                                            | EPM         |
| 2019-2023 | Joan Cols Canals                                                          | JxLG        |
| 2023-act. | Joan Amat Domènech                                                        | EPM         |